# Apprieu
Apprieu is een gemeente in het Franse departement Isère (regio Auvergne-Rhône-Alpes). De plaats maakt deel uit van het arrondissement La Tour-du-Pin. Apprieu telde op 1 januari 2022 3.602 inwoners.

## Geografie
De oppervlakte van Apprieu bedroeg op 1 januari 2022 15,09 vierkante kilometer; de bevolkingsdichtheid was toen 238,7 inwoners per km².

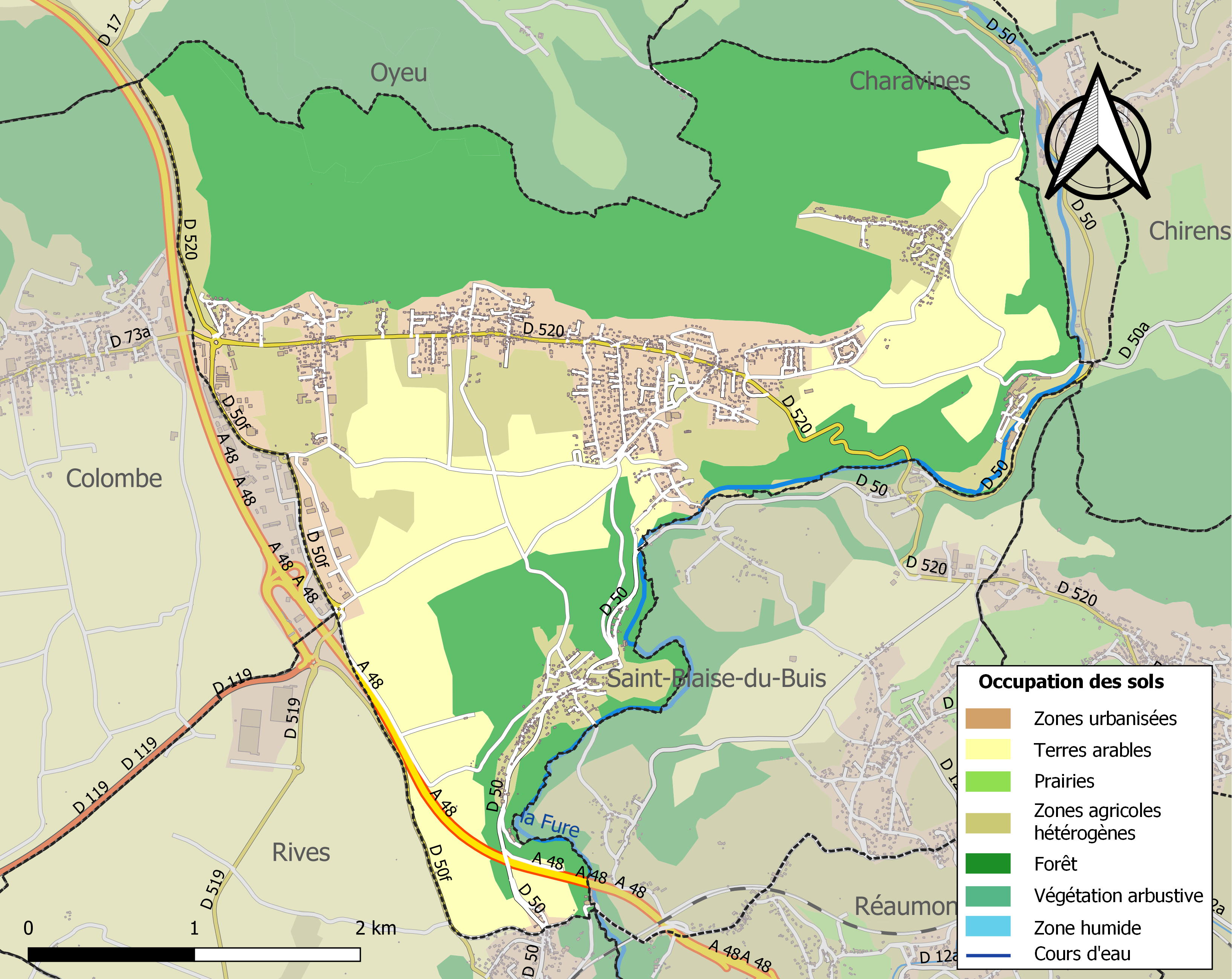
Kaart van de gemeente met de belangrijkste infrastructuur, bodemgebruik en omliggende gemeenten

## Demografie
Onderstaande figuur toont het verloop van het inwonertal (bron: INSEE-tellingen).